# Kaleidoscope (televisieserie)
Kaleidoscope is een Amerikaanse anthologieserie, ontwikkeld door Eric Garcia. De achtdelige serie werd op 1 januari 2023 uitgebracht door Netflix.

## Inhoud
De serie is uniek vanwege de willekeurige volgorde, draait om meesterdief Leo Pap (Giancarlo Esposito) en zijn bemanning die een epische overval proberen ter waarde van $ 7 miljard, maar verraad, hebzucht en andere bedreigingen ondermijnen hun plannen. Alle acht afleveringen kunnen in willekeurige volgorde worden bekeken. Een introductie ("Black") legt het concept van de serie uit. De afleveringen worden hier vermeld in de volgorde zoals vermeld op de Tudum-pagina van Netflix.

## Rolverdeling

### Hoofdrol
- Giancarlo Esposito – als Leo Pap / Ray Vernon
- Rufus Sewell – als Roger Salas / Graham Davies
- Paz Vega – als Ava Mercer
- Peter Mark Kendall – als Stan Loomis
- Rosaline Elbay – als Judy Goodwin (geboren: Strauss)
- Jai Courtney – als Bob Goodwin
- Tati Gabrielle – als Hannah Kim (geboren: Vernon)
  - Austin Elle Fisher – als jonge Hannah Vernon

### Terugkerende rol
- Jordan Mendoza – als RJ Acosta jr.
- Hemky Madera – als Carlos Sujo
- Soojeong Son – als Liz Kim
- John Hans Tester – als Stefan Thiele
- Niousha Noor – als Nazan Abbasi
- Bubba Weiler – als Samuel Toby